# 熱エネルギー

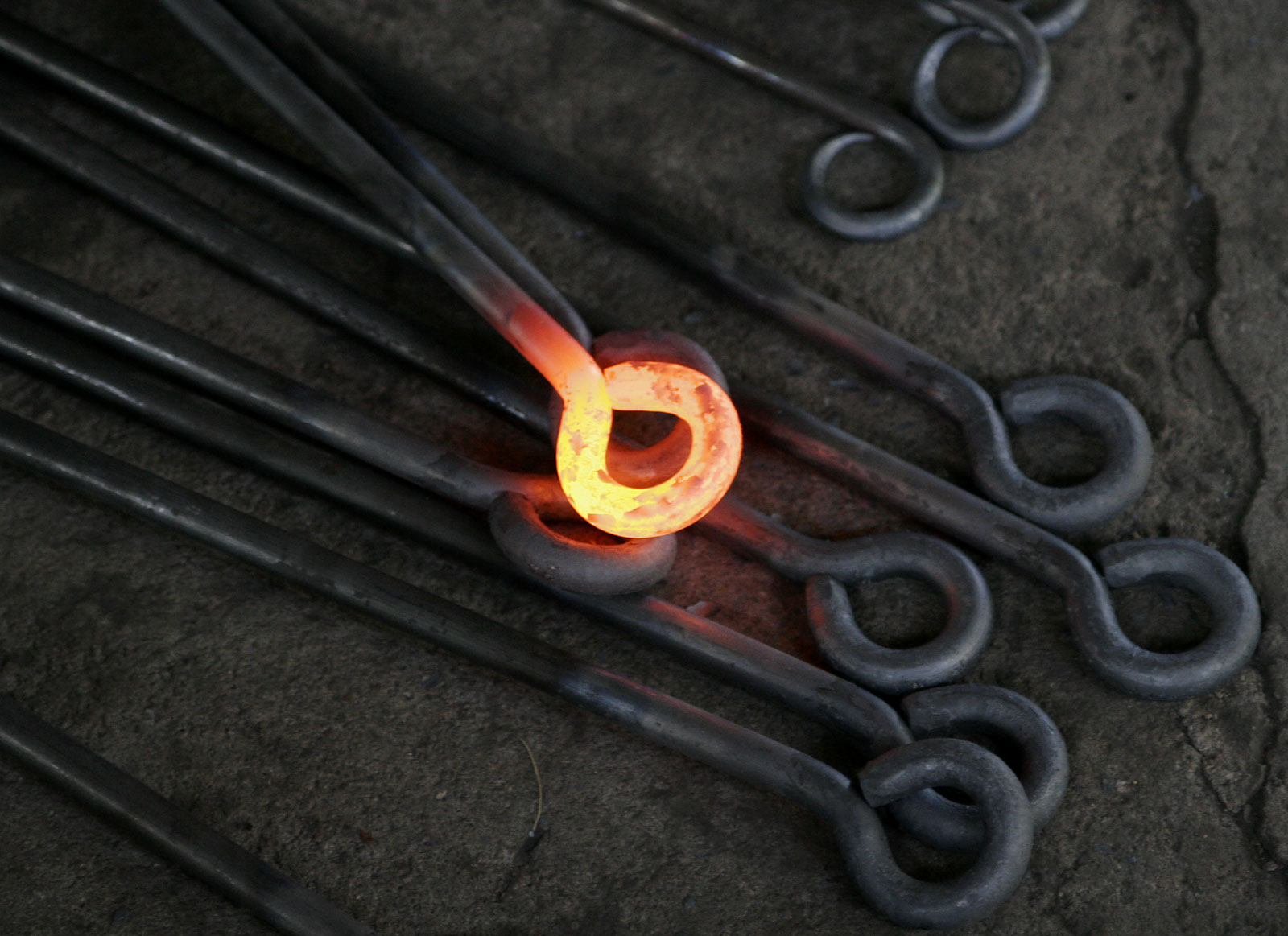
赤熱した金属。この赤い光は熱放射によるものであり、そのエネルギーの源は熱エネルギーである。

熱エネルギー（ねつエネルギー、英: Thermal energy）とは、物質の内部エネルギーのうち物質を構成する原子や分子の熱運動によるエネルギーを指し、ある温度での物質の内部エネルギーから絶対零度における内部エネルギーを差し引いたもの、或いは原子や分子の温度によるエネルギーを指すことになる。この概念は物理学や熱力学において明確に定義されておらず、幅広く受け入れられていない。これは、内部エネルギーは温度を変化させることなく変化させることができ、系の内部エネルギーのどの部分が「熱」に由来するのかを区別する方法がないためである。英語の "thermal energy" は系の（全）内部エネルギーといったより厳密な熱力学量、熱、エネルギーの「伝達」の一種として定義される顕熱（仕事がエネルギーの伝達の一種であるのと同じ）の同義語として大ざっぱに使われることがある。熱と仕事はエネルギー伝達の手段に依存するが、内部エネルギーは系の状態の性質であり、したがってエネルギーがどのようにしてそこに着いたかを知らなくても理解することができる。

## 熱および内部エネルギーとの関係
熱はより熱い系（物体）からより冷たい系（物体）へ自発的に伝達されるエネルギーである。熱はエネルギーの移動の形式であり、系の中に存在するものではない。熱は系の境界内にも含まれない。一方、内部エネルギーは系の性質である。理想気体において、内部エネルギーは気体粒子の運動エネルギーの統計的平均であり、この運動が系の境界を越える熱の伝達の源および効果である。理想気体の内部エネルギーはこの意味において熱エネルギーと考えることができる。この場合、しかしながら、熱エネルギーと内部エネルギーは同一である。
理想気体よりも複雑な系（実在気体など）は相転移を起こす。相転移はその温度を変化させることなく系の内部エネルギーを変化させる。したがって、熱エネルギーは温度だけで定義することはできない。熱エネルギーは内部エネルギーと系内外の総熱移動との差によって定義することもできない。これは、系が寸分違わぬ状態で始まり終わるが、このサイクルの間に熱が出入りする正味の流れが存在する熱力学サイクルを構築することは容易だからである。
これらの理由から、系の熱エネルギーの概念は明確に定義されておらず、熱力学では使われない。

## 歴史的文脈
「物質、活力、熱について」と題された1847年の講演で、ジュールは熱エネルギーおよび熱と密接に関連する様々な用語を特徴付けた。ジュールははっきりと異なる物理現象、すなわち粒子のポテンシャルエネルギーおよび運動エネルギーに影響を与える熱の形式として潜熱および顕熱という用語を定義した。ジュールは粒子のある配置における相互作用のエネルギー、すなわちポテンシャルエネルギーの一形式として潜熱を特徴付け、ジュールが「活力」と呼んだ熱エネルギーが原因の温度計によって測定できる温度に影響を与えるエネルギーとして顕熱を特徴付けた。